# Хольмуль
Хольмуль (исп. Holmul) — доколумбовый археологический памятник майя, расположенный на северо-востоке региона Петенского бассейна, Гватемала.
По словам археолога Франсиско Эстрада-Белли, Хольмуль занимал стратегическое положение для Мутульского и Канульского царств.

## История открытия
Впервые Хольмуль был найден в 1911 году исследовательской группой под руководительством археолога Гарвардского университета Рэймонда Мервина. Раскопки исследования в Хольмуле возобновились только в 2000 году, когда археологическая группа из Бостонского университета, организованная доктором Франсиско Эстрада Белли, начала исследовать это место. Вскоре после своего начала этот археологический проект до 2008 года получал финансирование от Вандербильтского университета, затем Бостонский университет снова взял на себя финансирование исследований.

## История
Хольмуль начал своё существование примерно в 800 году до н. э. и был заброшен примерно в 900 году н. э. Город достиг пика своего могущества между 750 и 900 годами и, возможно, имел значительное социальное влияние на многие общины, расположенные на компактной территории вокруг него.

## Внешние ссылки
- Boston University: Holmul archaeological project
- Authentic Maya: Holmul